# 南非國家航天局
南非国家航天局（SANSA）是南非政府负责促进和发展航空航天空间研究的机构。它促进了与太空相关的活动和研究合作，致力于通过人力资本推进科学工程发展，支持和平利用外层空间，并在国家政府框架内支持创造有利于太空技术工业发展的环境。SANSA成立于2010年12月9日，根据2008年的《国家航天局法案》设立。
SANSA成立於2010年12月9日，依據2008年《國家太空機構法案》設立。
目前，SANSA的主要重點包括利用從衛星和其他項目獲取的遙感數據，提供有關南非和非洲大陸的洪水、火災、資源管理和環境現象的評估。

## 歷史

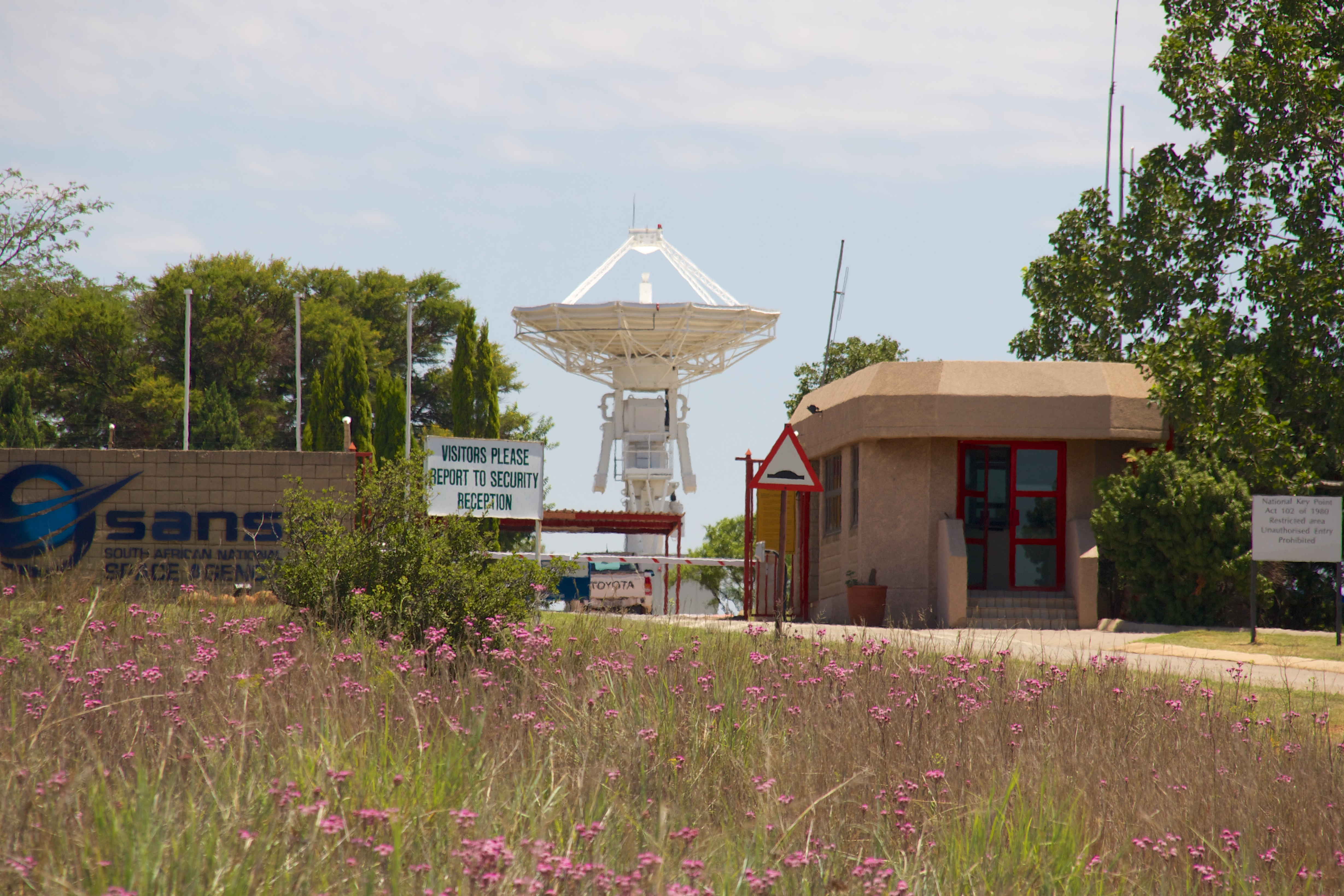
哈特比斯胡克地球站

SANSA是在2009年由南非議會通過的法案後成立的，當時由代理總統Kgalema Motlanthe簽署。該機構的成立旨在整合南非的太空相關研究、項目和研究工作，並承擔非洲太空研究的區域中心角色。
在1950年代到1970年代期間，由NASA進行的月球和星際任務得到了位於哈特比斯胡克的追蹤站的支持。在那裡，第一次從Mariner IV號太空船接收到了火星的圖像，這是首次成功進行的行星飛越任務。 南非的其他設施也協助追蹤衛星，以確定上層大氣對它們軌道的影響。
在1980年代，南非進行了火箭發射器和衛星開發的工作，但在1994年後被中止。1999年，南非從美國的范登堡空軍基地成功發射了第一顆衛星SUNSAT。第二顆衛星SumbandilaSat則於2009年從哈薩克斯坦的拜科努爾航天發射場發射。

## 使命
SANSA的使命是利用太空科學和技術來：
- 為南非及其地區的公民提供與太空相關的服務和產品。
- 支持、引導和進行太空科學與工程的研究與開發，以及創新應用的實際推動。
- 激發對科學的興趣，並在南非發展太空科學與技術的人力資本。
- 創造促進工業發展的環境。
- 培育與太空相關的合作夥伴關係，提升南非在國際社會中的地位。

## 南非國家地球觀測戰略
SANSA是南非地球觀測戰略（SAEOS）的重要貢獻者，其主要目標是「協調地球觀測數據的收集、整合和傳播，以實現這些數據在支持政策制定、決策、經濟增長和可持續發展方面的全部潛力。」
SANSA將提供基於太空的數據平台，重點是與南非地球觀測網絡（SAEON）等實體合作進行原位地球觀測測量。

## SANSA太空天氣中心
SANSA Space Science是非洲唯一的太空天氣區域警告中心的主辦機構，該中心作為國際太空環境服務（ISES）的一部分運作。太空天氣中心通過監測太陽及其活動，提供有關太空天氣條件的信息、早期警告和預測，為國家提供重要服務。這些太空天氣產品和服務主要用於通信和導航系統，以及防務、航空、導航和通信行業。

## 外部連結
维基共享资源上的相關多媒體資源：南非國家航天局
官方网站 
南非太空門戶
南非業餘太空管理局 （页面存档备份，存于）